# Kerry McNamara

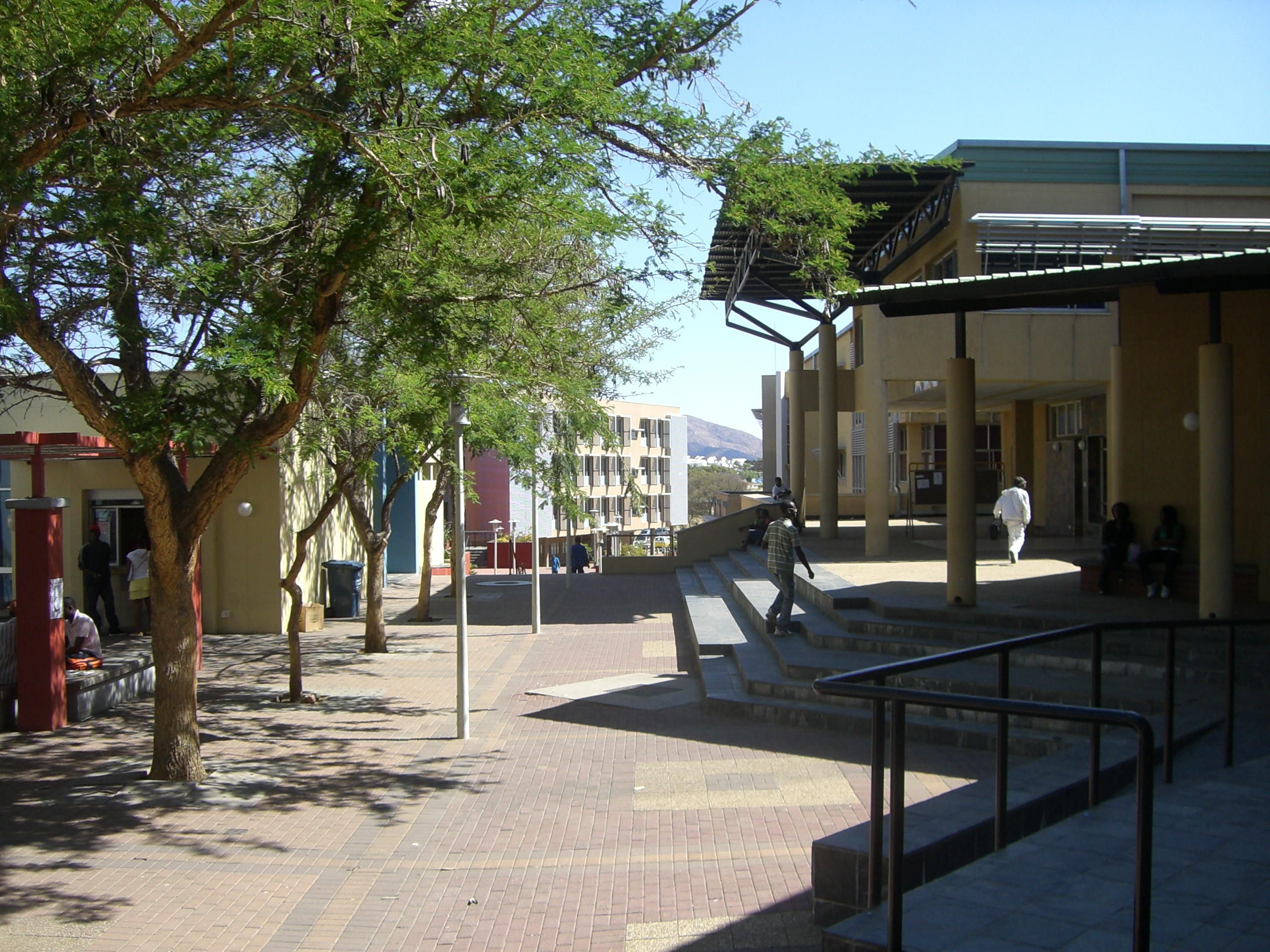
El campus de Namibia University of Science and Technology Engineering en el centro de Windhoek. Todos los edificios en este campus fueron diseñados por Kerry McNamara Architects

Kerry McNamara (Kuruman, agosto de 1940 - Swakopmund, 16 de enero de 2017) fue un arquitecto namibio y activista contra el apartheid.
McNamara nació en agosto de 1940 en Kuruman, en la región del Cabo Norte de Sudáfrica. En 1965 se graduó en la Universidad de Ciudad del Cabo y se trasladó al África del Sudoeste poco después. Su primer proyecto arquitectónico fue la Escuela Técnica Superior en Ongwediva, más tarde rebautizada como Ongwediva Training College. Fundó Kerry McNamara and Associates en 1977, una compañía en 1988 rebautizada como Kerry McNamara Architects.
Durante su carrera McNamara contribuyó a unos 1170 diseños arquitectónicos, de los cuales los más conocidos fueron el Mercado Abierto de Oshakati, los edificios del campus de Ingeniería de la Universidad de Ciencia y Tecnología de Namibia, la exhibición del meteorito Hoba cerca de Grootfontein y el «Centro de Educación para Adultos de la Fundación Rössing» en Windhoek. Recibió el reconocimiento por su "diseño innovador de lugares públicos", y como un "creador de estándares en el paisaje arquitectónico de Namibia". Su colega Natanael Araseb lo describió como un "arquitecto visionario que practicó el diseño urbano mucho antes de que se hubiera acuñado el concepto". En 2010 recibió el Lifetime Achievement Award de la Cámara de Arquitectos de Namibia.
Kerry McNamara era un conocida activist anti-apartheid. Fue uno de los impulsores del «Plan de Paz de Namibia 435», un grupo de presión que impulsaba la aplicación de la «Resolución 435» del Consejo de Seguridad de las Naciones Unidas, que pedía la independencia de Namibia y la abolición del dominio de la minoría blanca. Las oficinas de The Namibian, un periódico crítico de la ocupación sudafricana del sudoeste de África y que apoyaba al entonces oprimido partido SWAPO, le fueron arrendadas, a pesar de los repetidos ataques con bombas incendiarias y gases lacrimógenos de las milicias pro-apartheid. McNamara también se asoció con Niko Bessinger, un arquitecto negro y conocido líder de la SWAPO, sabiendo que esta asociación le costaría numerosos contratos del Estado y de particulares.
McNamara murió de cáncer el 16 de enero de 2017 en su casa de retiro en Swakopmund. Estaba casado con Shelagh McNamara; la pareja tenía tres hijos y una hija.